# Agave angustiarum
Espèce
Agave angustiarum est une espèce de plantes du genre Agave.